# Nardués Aldunate
Nardués Aldunate (en euskera Nardoze Alduate) es un lugar español del municipio de Urraúl Bajo, perteneciente a la Comunidad Foral de Navarra.

## Toponimia
El nombre del lugar puede encontrarse referido con las grafías Nardués Aldunate, Nardués-Aldunate y Nardués cabe Aldunate.

## Historia
Hacia mediados del siglo XIX, el lugar, ya por entonces perteneciente a Urraúl Bajo, tenía contabilizada una población de 95 habitantes. Aparece descrito en el duodécimo volumen del Diccionario geográfico-estadístico-histórico de España y sus posesiones de Ultramar de Pascual Madoz con las siguientes palabras:

NARDUES CABE ALDUNATE: l. del ayunt. y valle de Arraul Bajo, en la prov. y c. g. de Navarra, part. jud. de Aoiz (3 1/2 leg.), aud. terr. y dióc. de Pamplona (5 1/2): sit. al pie de dos alturas; clima frio; le combaten los vientos N. y S. y apenas se conocen enfermedades. Tiene 15 casas, escuela de primera educacion para ambos sexos frecuentada por 25 ó 30 alumnos y dotada con 800 rs.; igl. parr. de entrada (San Juan, servida por un abad de provision de los vec.; cementerio contiguo á la misma; una ermita dedicada á Cristo Crucificado, y para surtido de los vec. una fuente de aguas comunes. El térm. se estiende 3/4 de leg. de N. á S., y 1/2 de E. á O., confina N. Tabar y Aldunate; E. Lumbier; S. Aibar, y O. otra vez Aldunate, y comprende dentro de su periferia el desp. Necuesa, cuyo térm. es comun á este l. y á Lumbier; un monte llamado el Opaco, poblado de pinos, robles y bojes, y varias canteras de piedra. El terreno participa de montuoso y llano: le atraviesan dos arroyos llamados de las Viñas y Basoa. caminos: la carretera que de Pamplona conduce á Sangüesa, en buen estado: el correo se recibe de Lumbier. prod.: trigo, vino y legumbres; cria de ganado vacuno y lanar; caza de perdices, liebres y conejos. pobl.: 19 vec., 95 alm. riqueza con el valle (V.).
(Madoz, 1849, pp. 28-29)

En 2023, la entidad singular de población tenía empadronados 3 habitantes y el núcleo de población, también 3.

## Patrimonio
Hay en el lugar una iglesia de San Juan Evangelista.